# York (Toronto)
Pour les articles homonymes, voir York (homonymie).
York est un quartier de la ville de Toronto, au Canada. Avant 1998, il s'agissait d'une ville indépendante.
Il se situe au nord-est d'Old Toronto, au sud-ouest de North York et à l'est d'Etobicoke, où il est délimité par l'Humber.